# Lucien Adam
Quirin François Lucien Adam, född i Nancy den 31 maj 1833, död 1918, var en fransk sinolog, orientalist och jurist. 
Adam blev divisionspresident vid domstolen i Nancy 1883 och förflyttades sedan i samma egenskap till Rennes.
Av hans arbeten, som främst behandlar Amerikas språk, är de mest kända Grammaire de la langue mandchoue (1873), Grammaire de la langue tongouse (1874), Examen gramm. comparé de seize langues américaines (1878), Du polysynthétisme et la formation des mots dans les langues quiché et maya (1878),
Les idiomes négro-aryens et maléo-aryens (1883), Arte de la lengua de los Indios antis o campos ... con un vocabulario metodico e una introduccione comparativa (1889).
Adam har dessutom publicerat flera studier över lothringska dialekter samt broschyrer rörande Orienten, undervisningsfrågor med mera.